# Standard Vanguard
Standard Vanguard byl automobil vyráběný automobilkou Standard Motor Company v Coventry v letech 1947 až 1963.

## Historie vozu
Automobil byl představen v červenci 1947 jako kompletně nový typ, bez jakékoliv podobnosti s předchozími modely. Byl také prvním poválečným vozidlem Standard Motor Company a prvním vozidlem, které neslo nové firemní logo, stylizované do podoby gryfích křídel. Jméno získalo po britské bitevní lodi HMS Vanguard.
Standard Vanguard se podobal předválečným Plymouthům se šikmou „broučí“ zádí (Beetle-back), ačkoliv sovětská média uváděla, že vzhled byl částečně ovlivněn sovětským vozem GAZ M20 Poběda, který byl uveden do provozu v roce 1946.

## Galerie

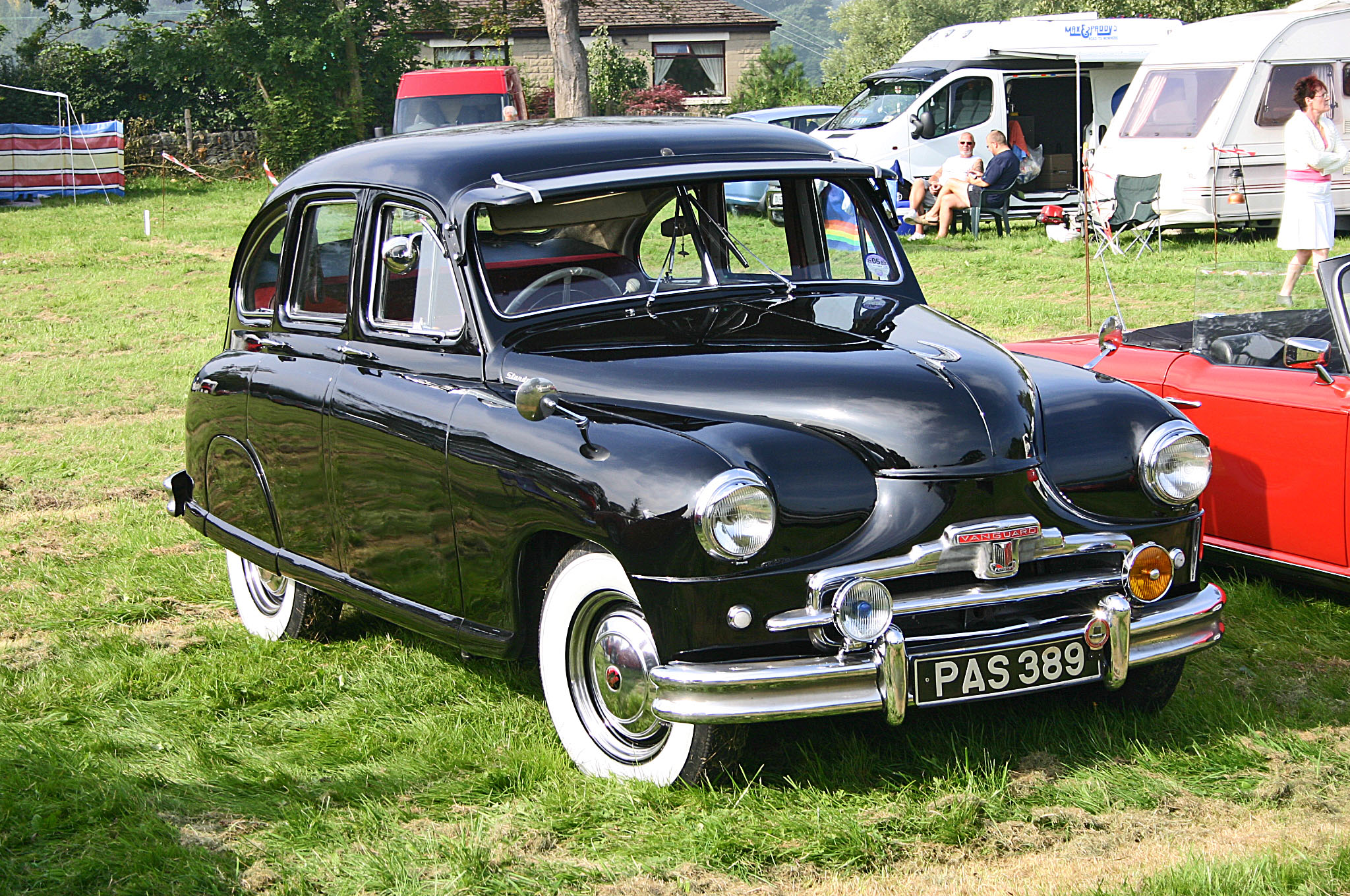
Standard Vanguard Phase I
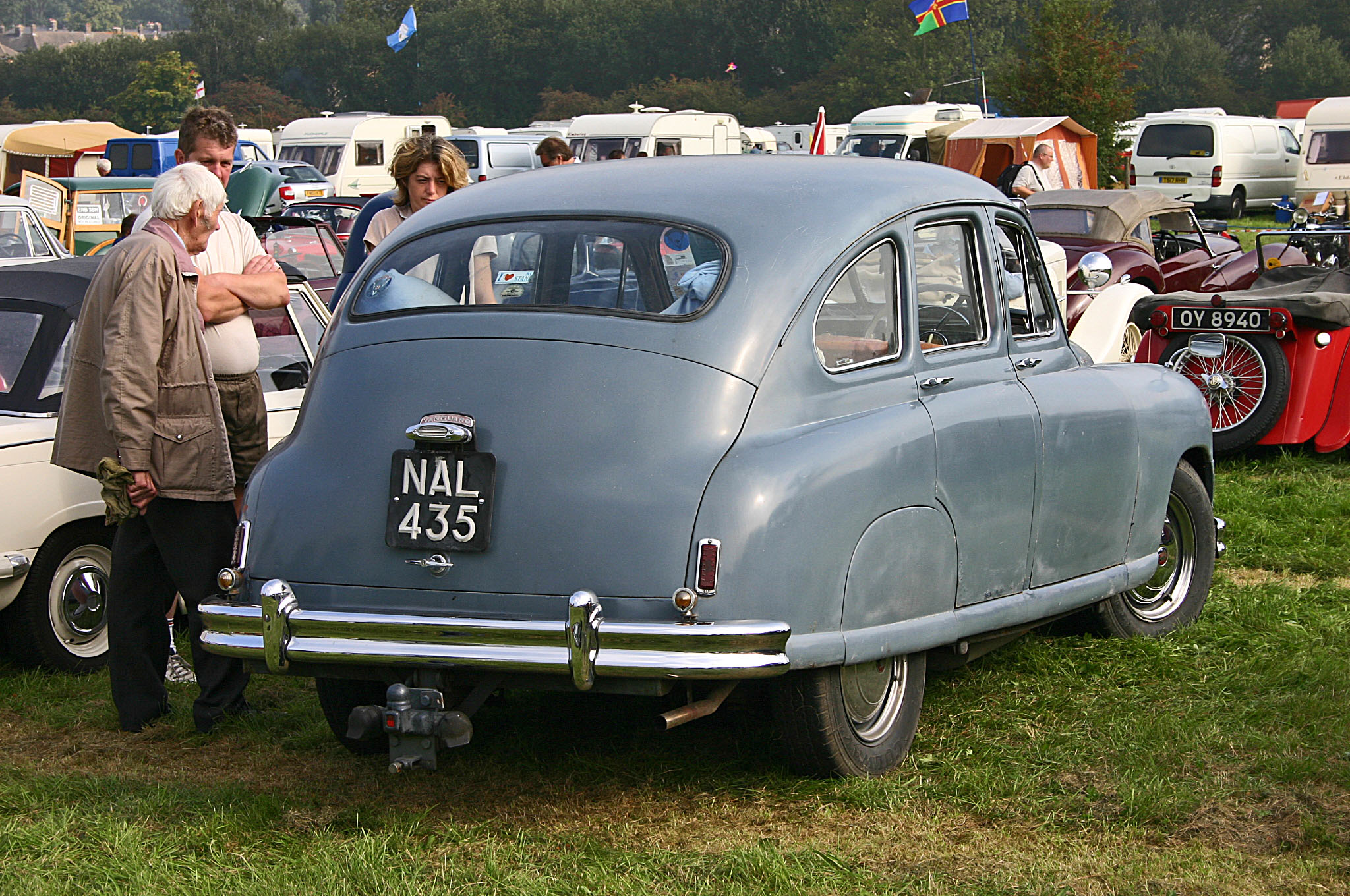
záď vozu Standard Vanguard Phase I
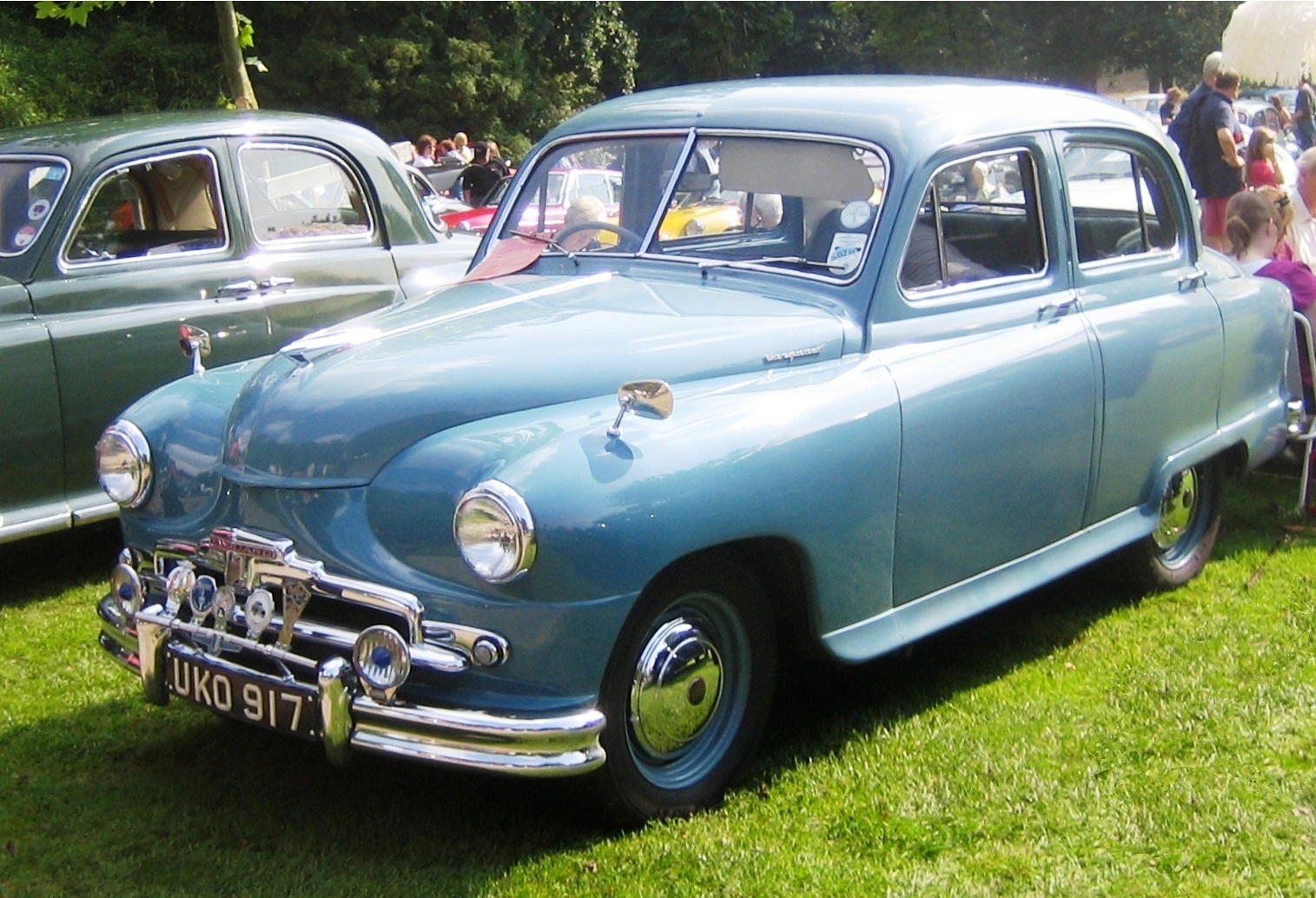
Standard Vanguard Phase II
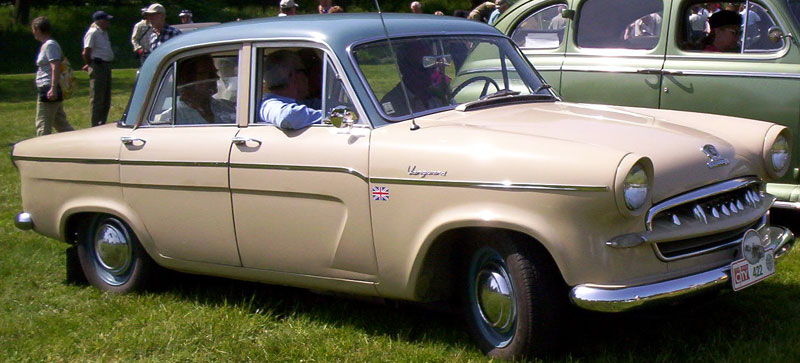
Standard Vanguard čtyřdvéřový Saloon
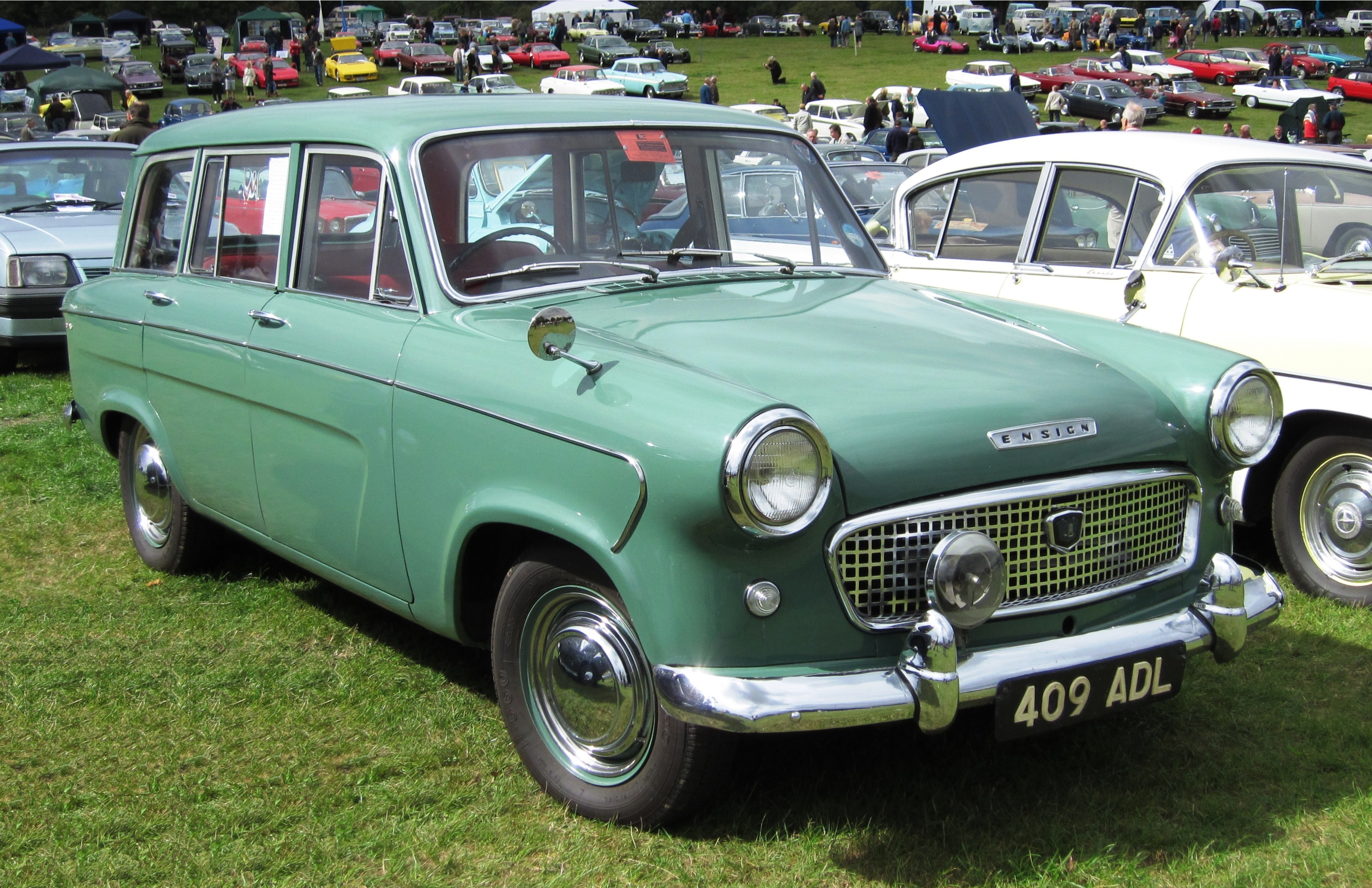
Standard Ensign
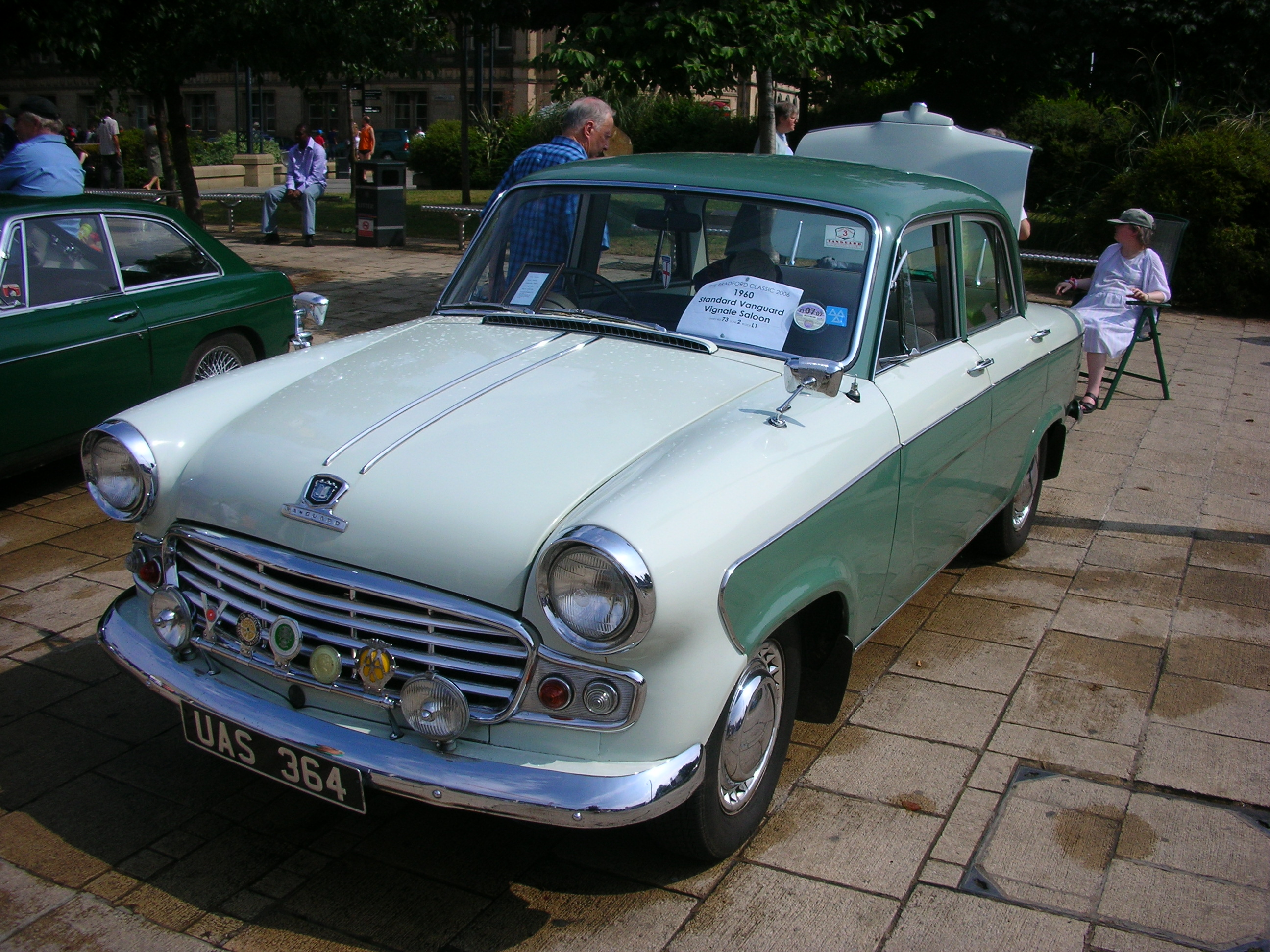
Standard Vanguard Vignale
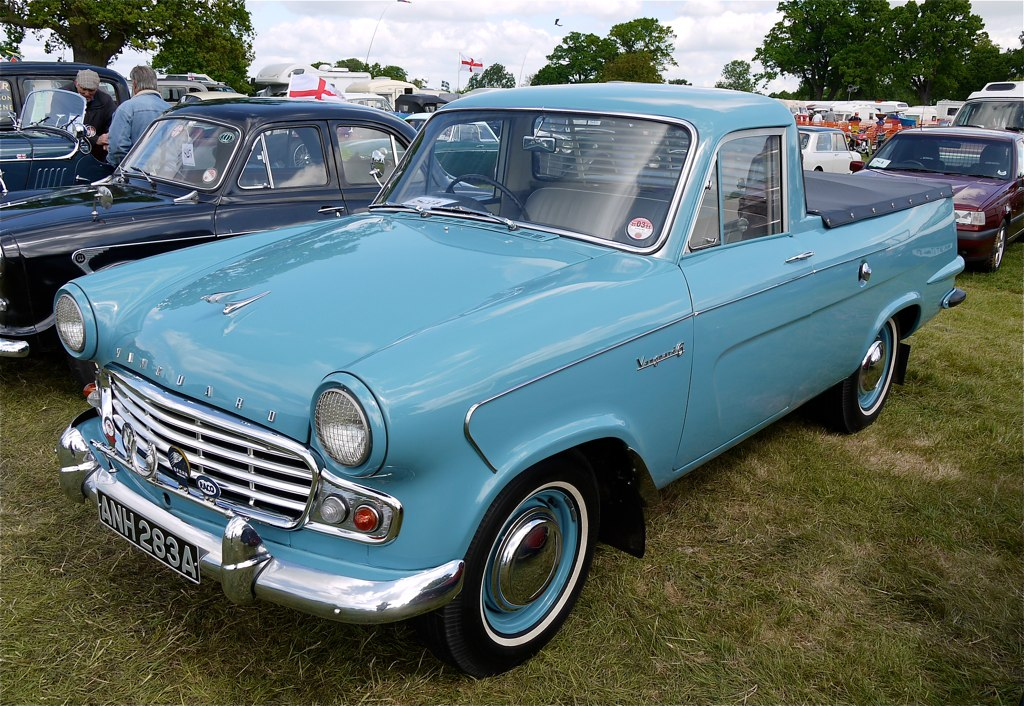
Standard Vanguard Six Utility
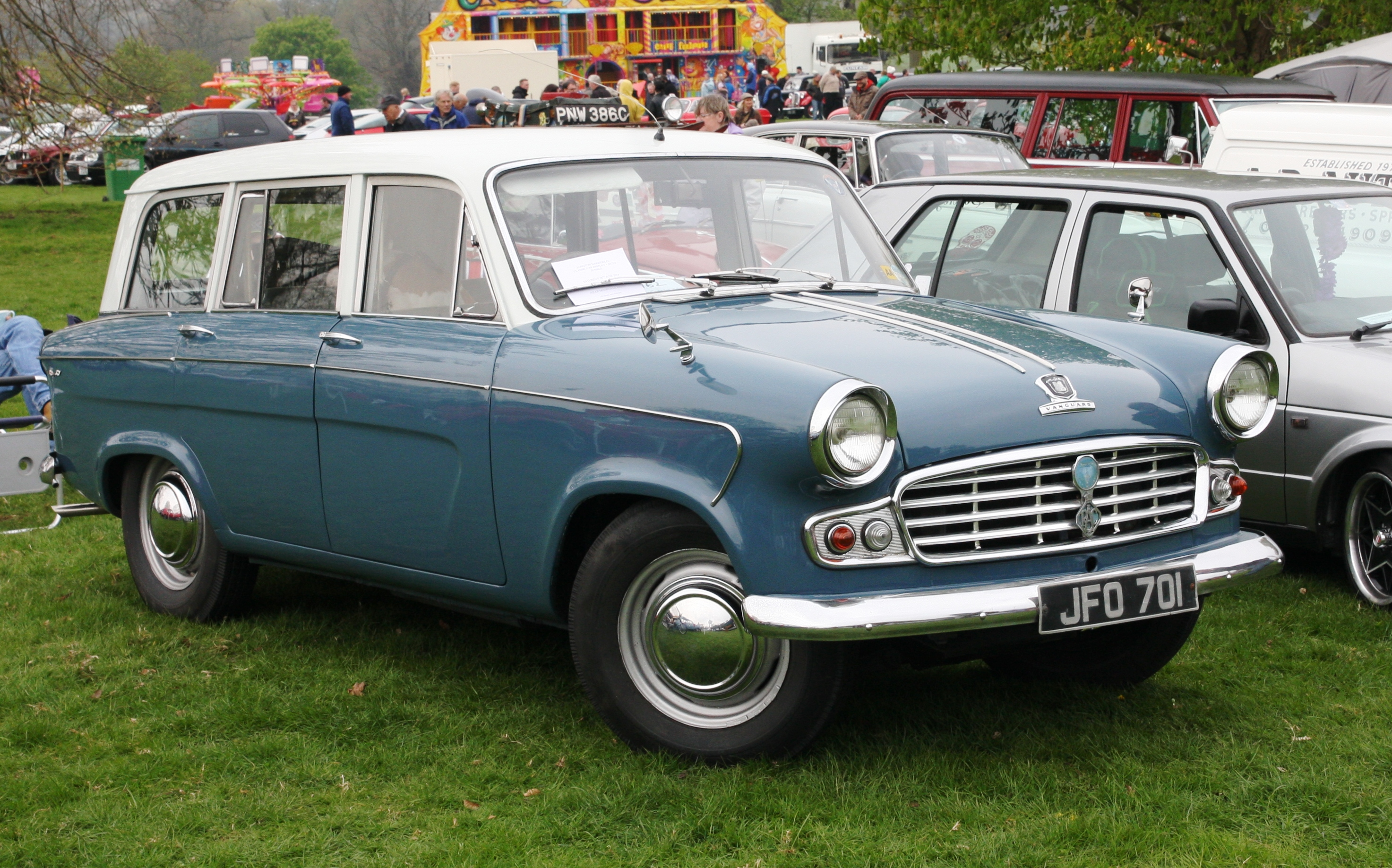
Standard Vanguard Six Estate
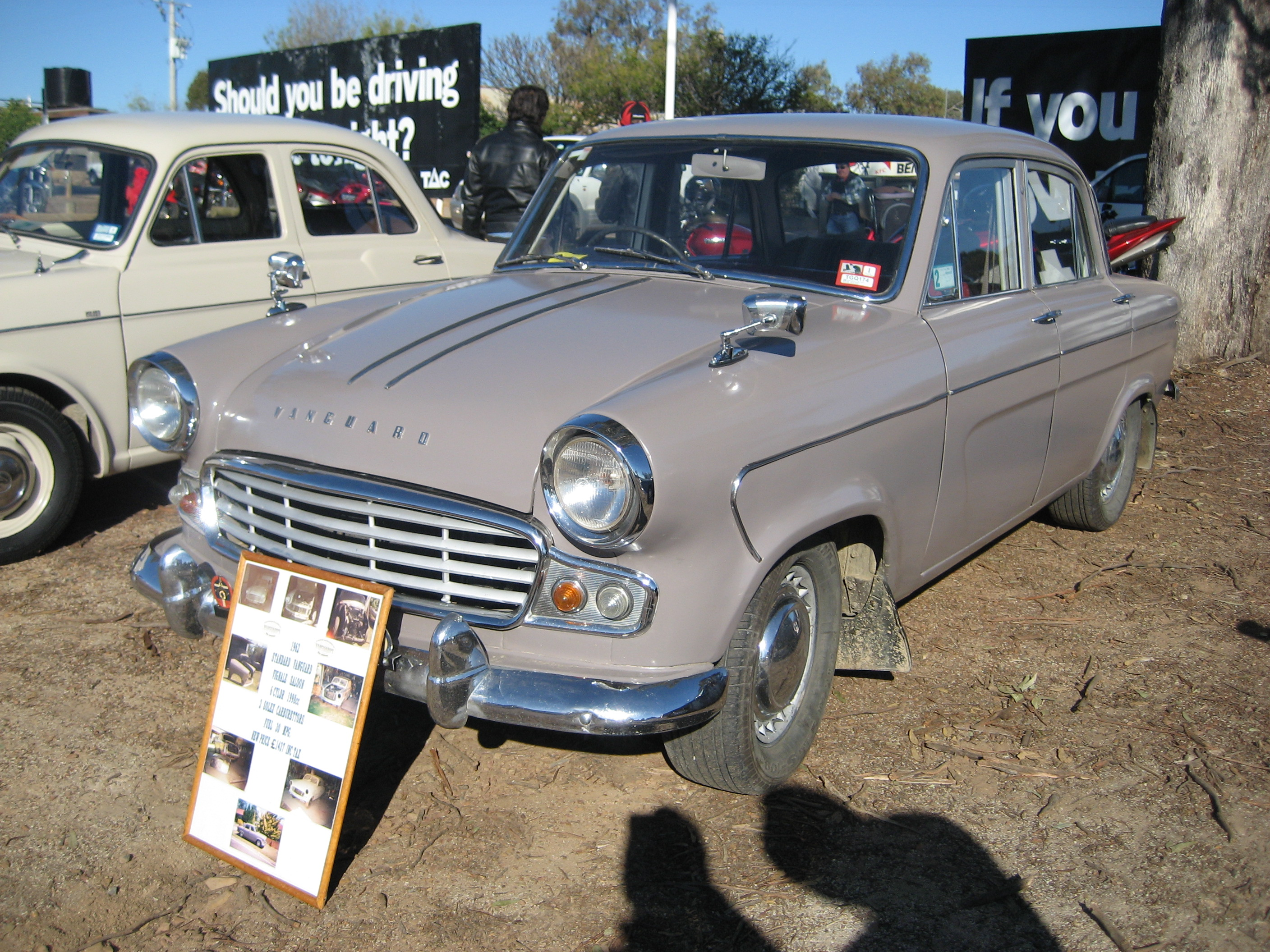
Standard Vanguard Six Sedan